# 胡德濟
胡德濟（?—?），字世美，籍貫不详，明朝初期军事将领。胡大海养子。
德濟跟随养父胡大海追随朱元璋，并在攻占婺州时候担任誘兵，活捉元将季彌章。后攻下信州，升任行樞密院同僉，并守卫信州。后陳友諒部下李明道进攻，胡德濟与其父合力进攻，并活捉李明道、王漢二。后因为其父胡大海被蔣英所杀，张士诚率领其弟张士信进攻。胡德濟则发动夜袭张士信，后升任浙江行省參知政事，移守新城。后张士诚部下李伯升进攻新城，胡德濟坚守并请浙江行省右丞李文忠救援，此后合力攻破围困。
当时胡德濟部下有人偷偷转移家人到新城，李文忠怀疑其为胡德濟指使。李诛杀其都事羅彥敬來恐嚇德濟，当时将领纷纷盛怒并向胡德濟告狀。胡则赞同李文忠做法，并要求属下禁止再议，說羅彥敬自有過失。后朱元璋得知后，表彰胡德濟、指责李文忠，称自己度量不如胡德濟。后胡德濟升任江行省右丞，后改左丞，移鎮杭州。此后跟随徐达征战定西，由于他的部队战敗，徐達斬殺了他的幾個部將，並把他绑入京师。朱元璋念其旧功，而將他释放。此后任命其为都指揮使，镇守陕西。